# Скшешево (Куявсько-Поморське воєводство)
Скшешево (пол. Skrzeszewo, нім. Langenhof) — село в Польщі, у гміні Моґільно Моґіленського повіту Куявсько-Поморського воєводства.
Населення — 94 особи (2011).
У 1975-1998 роках село належало до Бидгощського воєводства.

## Демографія
Демографічна структура станом на 31 березня 2011 року:
|          | Загалом | Допрацездатний вік | Працездатний вік | Постпрацездатний вік |
| -------- | ------- | ------------------ | ---------------- | -------------------- |
| Чоловіки | 55      | 14                 | 38               | 3                    |
| Жінки    | 39      | 7                  | 27               | 5                    |
| Разом    | 94      | 21                 | 65               | 8                    |